# Пиночет, Изабель
Изабель Лебрен де Пиночет (1845, Сан-Фелипе, Вальпараисо — 25 июня 1930, Сантьяго) была чилийским педагогом, возглавившей реформу образования для девочек в Чили.
В её время среднее образование для девочек было ограничено и доступно только через церковь. Пиночет открыла в Сантьяго в 1875 году частную среднюю школу, позже известную как Liceo Isabel Le Brun de Pinochet. Это проложило путь к государственной системе образования для обоих полов. Она не только давала начальное образование, но и преподавала в средней школе. В конце второго года работы школ, 1 декабря 1876 года, она решила направить запрос в Совет университета с просьбой о назначении университетских комиссий для оказания помощи и подтверждения экзаменов её учеников.
Благодаря её лоббированию в 1877 году министром образования Мигелем Луисом Амунатеги был подписан указ, облегчающий приём женщин в высшие учебные заведения.
Статуя ей и её коллеге-педагогу Антонии Тарраго работы Самуэля Романа Росиаса стоит в Сантьяго-де-Чили.
Её имя включено в композицию «Этаж наследия» Джуди Чикаго.